# Lucretii
Légende :
♦Patricien, ♦Plébéien, ♦Consulaire, ♦Sénatorial, ♦Équestre
Gens et Liste des gentes romaines
Les Lucretii sont les membres de la gens romaine patricienne Lucretia, dont les principaux membres vivent aux débuts de la République romaine, au Ve siècle av. J.-C. Ils portent le cognomen de Tricipitinus.

## Principaux membres

### Lucretii patriciens
- Titus Lucretius, (v.-580 - ?);
  - Spurius Lucretius Tricipitinus, (v.-555 - -509), consul suffect en 509 av. J.-C., meurt la même année
    - Lucretia, (v.-535 - -509), épouse de Lucius Tarquinius Collatinus, violée par Sextus Tarquin avant de se suicider en 509 av. J.-C.

  - Titus Lucretius Tricipitinus, (v.-550 - ap.-504), consul en -508 et -504;
    - Lucius Lucretius Tricipitinus, (v.-505 - ap.-449), consul en -462;
      - ? Hostus Lucretius Tricipitinus, (v.-480 - ap.-429), consul en -429
        - Publius Lucretius Tricipitinus, (v.-460 - ap.-417), tribun consulaire en -419 et -417;
          - ? Lucius Lucretius Tricipitinus Flavus, (v.-435 - ap.-381), consul suffect en -393 et tribun consulaire en -391, -388, -383 et -381

### Lucretii plébéiens

#### Lucretii Vespulo
- Lucretius Vespillo, (v.-160 - ap.-133), édile plébéien en -133;
  - Quintus Lucretius Vespillo, (v.-130 - -81), orateur et juriste;
    - Quintus (Lucretius Vespillo), (v.-100 - ?);
      - Quintus Lucretius Vespillo, (v.-75 - ap.-19), consul en -19;

#### Autres
- Lucius Lucretius, questeur capturé par les Boïens en 218 av. J.-C.[1],[a 1]
- Quintus Lucretius Ofella, légat de Sylla chargé du siège de Préneste au cours de la seconde guerre civile de la République romaine. Il est exécuté en 81 av. J.-C.
- Lucius Lucretius Trio, triumvir monetalis vers 76 av. J.-C.
- Marcus Lucretius, sénateur, juge dans le procès de Verrès, suspecté d'avoir été acheté[a 2].
- Titus Lucretius Carus, aussi appelé Lucrèce, célèbre poète du Ier s. av. J.-C. auteur du De rerum natura.
- Quintus Lucretius, ami intime de Caius Cassius Longinus et faisant partie de la faction conservatrice. Pendant la guerre civile entre Pompée et César, il est contraint de fuir de Sulmone lorsque ses troupes ouvrent les portes de la ville à Marc-Antoine[a 3],[a 4].